# Questi amori
Questi amori è un singolo di Renato Zero pubblicato nel 2009 in formato download digitale, terzo estratto dall'album Presente.

## Il disco
Il singolo è stato pubblicato il 2 ottobre in anteprima dello ZeroNoveTour iniziato il 16 ottobre del 2009.